# Lilltjärnen (Hallens socken, Jämtland, 701708-141249)
Lilltjärnen är en sjö i Åre kommun i Jämtland och ingår i Indalsälvens huvudavrinningsområde.